# پوند فیجی
پوند فیجی (به انگلیسی: Fijian pound) یکای پول رایج در کشور فیجی است. مسئولیت کنترل این یکای پول برعهدهٔ بانک مرکزی فیجی قرار دارد.